# Jerônimo José Telles Júnior
Jerônimo José Telles Júnior (Recife, 1851 – Recife, 1º maggio 1914) è stato un pittore, disegnatore, politico insegnante brasiliano.

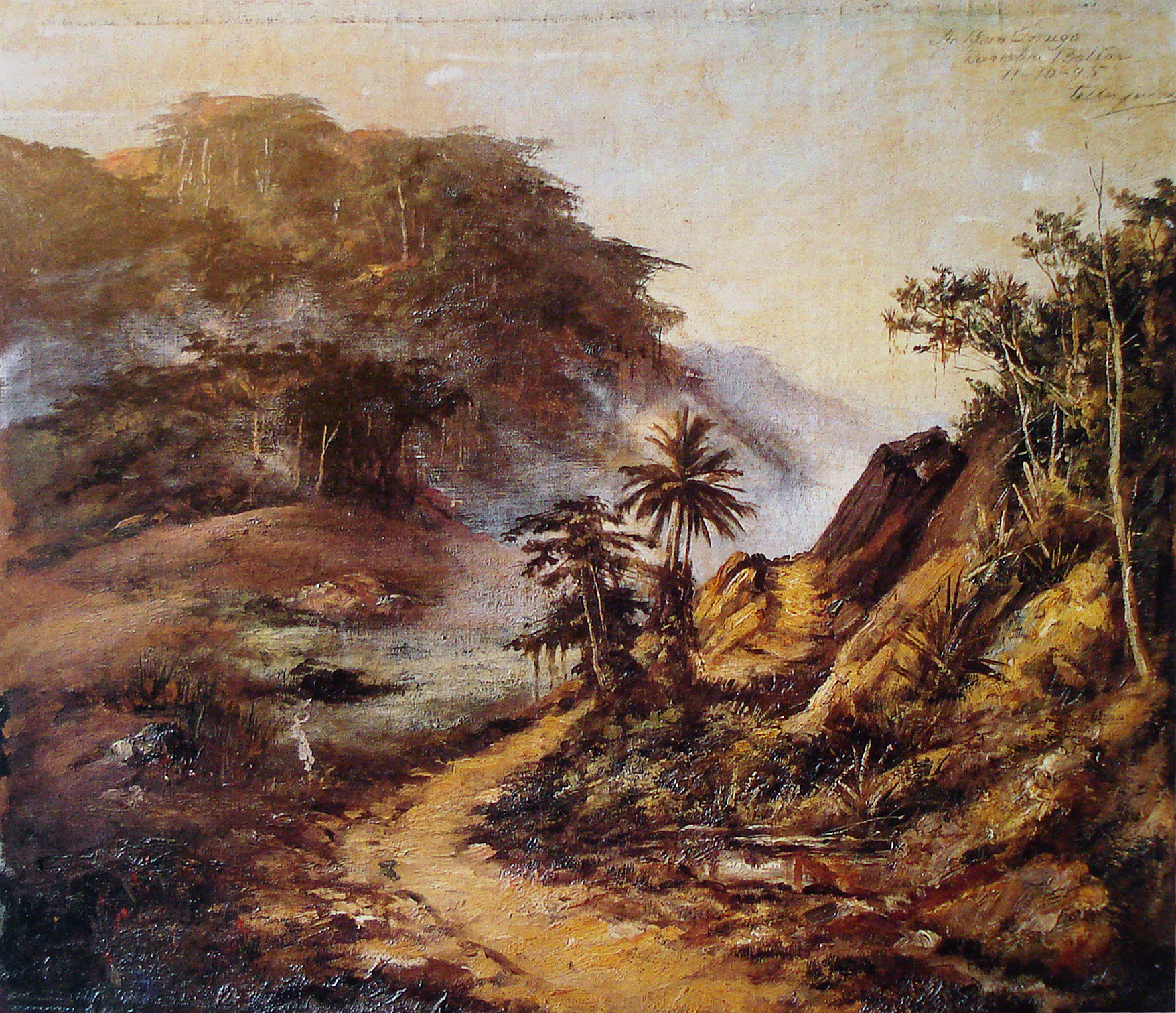
Camaragibe, 1895. Museu do Estado de Pernambuco

All'età di 16 anni si trasferisce con la famiglia a Rio Grande, dove inizia a studiare pittura con Eduardo de Martino. Nel 1870 si trasferisce a Rio de Janeiro, dove entra nell'Arsenale della Marina come apprendista, mentre studia disegno e frequenta il Liceu de Artes e Ofícios. Poco dopo tornò a Recife, dove si interessò anche alla fotografia.
A partire dal 1880 si dedicò all'insegnamento nella Società degli Artisti, Meccanici e Liberali (Sociedade dos Artistas, Mecânicos e Liberais) e nel Liceo di Arti e Mestieri di Pernambuco (Liceu de Artes e Ofícios de Pernambuco), di cui fu direttore, e alla politica, impegnandosi per il miglioramento delle condizioni di vita della classe operaia, venendo eletto deputato statale nel 1891.
La sua attività pittorica viene finalmente riconosciuta a partire dalla fine degli anni Novanta del XIX secolo, quando la sua partecipazione ai saloni ufficiali di Rio de Janeiro gli vale una medaglia d'oro.